# Logarithmische Konvexität
Eine logarithmisch konvexe Funktion ist eine positive Funktion {\displaystyle f}, für welche die Verkettung der Funktion mit dem Logarithmus konvex ist. Logarithmische Konvexität von Funktionen ist ein Spezialfall der Konvexität von Funktionen und spielt eine Rolle bei der Charakterisierung der Gammafunktion mittels des Eindeutigkeitssatzes von Bohr-Mollerup und bei Varianten der konvexen Optimierung.

## Definition
Gegeben sei eine Funktion {\displaystyle f\colon D\mapsto \mathbb {R} } mit {\displaystyle D\subset \mathbb {R} ^{n}} und {\displaystyle f(x)>0} für alle {\displaystyle x\in D}. Dann heißt {\displaystyle f}
- logarithmisch konvex, wenn {\displaystyle \log(f(x))} konvex ist.
- logarithmisch konkav, wenn {\displaystyle \log(f(x))} konkav ist.

Ist {\displaystyle D} eine konvexe Menge, so ist dies äquivalent zu
- {\displaystyle f} ist logarithmisch konvex genau dann, wenn für alle {\displaystyle x,y\in D} und alle {\displaystyle \lambda \in [0,1]} gilt, dass

{\displaystyle f(\lambda x+(1-\lambda )y)\leq f(x)^{\lambda }f(y)^{1-\lambda }}.
- {\displaystyle f} ist logarithmisch konkav genau dann, wenn für alle {\displaystyle x,y\in D} und alle {\displaystyle \lambda \in [0,1]} gilt, dass

{\displaystyle f(\lambda x+(1-\lambda )y)\geq f(x)^{\lambda }f(y)^{1-\lambda }}.
Logarithmische Konvexität lässt sich auch für Funktionen mit {\displaystyle f(x)\geq 0} definieren, dann muss man auf eine erweiterte Definition von Konvexität von Funktionen zurückgreifen, die auch die Funktionswerte {\displaystyle \pm \infty } abdeckt.

## Beispiele
- Da die Komposition konvexer Funktionen, {\displaystyle g\circ f}, konvex ist, wenn {\displaystyle g} monoton steigend ist, und die Exponentialfunktion sowohl konvex als auch monoton steigend ist, sind logarithmisch konvexe Funktionen auch konvex. Die Umkehrung gilt im Allgemeinen nicht. So ist beispielsweise {\displaystyle f(x)=x^{2}} eine konvexe Funktion, aber {\displaystyle \log f(x)=\log x^{2}=2\log |x|} ist nicht konvex. Daher ist {\displaystyle f(x)=x^{2}} konvex, aber nicht logarithmisch konvex.
- Ein besonders wichtiges Beispiel für eine logarithmisch konvexe Funktion ist die Gammafunktion. Nach dem Satz von Bohr-Mollerup ist jede logarithmisch konvexe Funktion auf {\displaystyle (0,\infty )}, die der Funktionalgleichung {\displaystyle f(x+1)=xf(x)} genügt, ein Vielfaches der Gammafunktion.
- Einige wichtige Wahrscheinlichkeitsdichten sind logarithmisch konkav, zum Beispiel die der Gauß-Verteilung und der Exponentialverteilung.

## Eigenschaften
- Eine Funktion {\displaystyle f} ist genau dann logarithmisch konvex, wenn {\displaystyle {\frac {1}{f}}} logarithmisch konkav ist und umgekehrt.
- Produkte logarithmisch konvexer (konkaver) Funktionen sind wieder logarithmisch konvex (konkav).
- Die Summe zweier Logarithmisch konvexen Funktionen ist wieder logarithmisch konvex. Die analoge Aussage für logarithmisch konkave Funktionen gilt aber im Allgemeinen nicht.
- Definiert man {\displaystyle \log(0):=-\infty }, so lässt sich logarithmische Konvexität auch für Funktionen, die den Wert {\displaystyle 0} annehmen definieren. Eine Funktion ist dann logarithmisch konvex (konkav), wenn die erweiterte Funktion {\displaystyle \log(f(x))} konvex (konkav) als erweiterte Funktion ist.
- Da jede logarithmisch konvexe Funktion konvex ist, ist sie auch immer quasikonvex.
- Des Weiteren übernehmen logarithmisch konvexe Funktionen alle Eigenschaften von konvexen Funktionen, insbesondere sind alle Subniveaumengen und der Epigraph einer logarithmisch konvexen Funktion konvexe Mengen.